# Helios Vogtland Klinikum Plauen
Das Helios Vogtland Klinikum Plauen ist ein Krankenhaus der Schwerpunktversorgung im Plauener Stadtteil Reusa. Träger ist die Klinikgruppe Helios Kliniken. Es ist nach der Schließung des Reichenbacher Hauses ab April 2023 neben den Kliniken in Adorf/Schöneck und dem Klinikum Obergöltzsch eines von drei Regelkrankenhäusern im sächsischen Vogtland.

## Geschichte
Auf das Jahr 1255 datiert die Stiftung des St.-Elisabeth-Hospitals und auf das Jahr 1322 die Stiftung des St.-Johannis-Hospitals. 1855 wurden die beiden Stiftungen der Hospitäler St. Elisabeth und St. Johannis unter dem Namen „Vereinigtes Aerar der Hospitäler St. Elisabeth und St. Johannis, jetzt Stadtkrankenhausaerar“ vereinigt. Am 31. Oktober 1860 wurde ein neues Hospital an der Hammerstraße eröffnet. Dieses war einige Jahrzehnte später zu klein. Am 7. Dezember 1889 fand die Eröffnung des neuen Krankenhauses an der Reichenbacher Straße statt.
Am Ende des Zweiten Weltkriegs waren Teile des Krankenhauses schwer beschädigt. Im September 2006 kam das Haus zu Helios Kliniken.

## Einrichtung
Zum Haus gehören 620 Betten und 33 teilstationäre Plätze.